# توغولاند الغربية
توغولاند الغربية هي منطقة في جمهورية غانا. تنقسم منطقة غرب توغولاند إلى خمس مناطق: فولتا، أوتي ، المنطقة الشمالية ، ومنطقة الشمال الشرقي ، ومنطقة الشرق الأعلى. في سبتمبر 2020 ، أعلن الانفصاليون في غرب توغولاند الاستقلال عن جمهورية غانا.